# Сясэй
Сясэй (яп. 写生, зарисовка; «отражение жизни») — литературный метод, разработанный японским поэтом Масаокой Сики. Подразумевает осмысленное писателем отображение окружающего мира.

## История

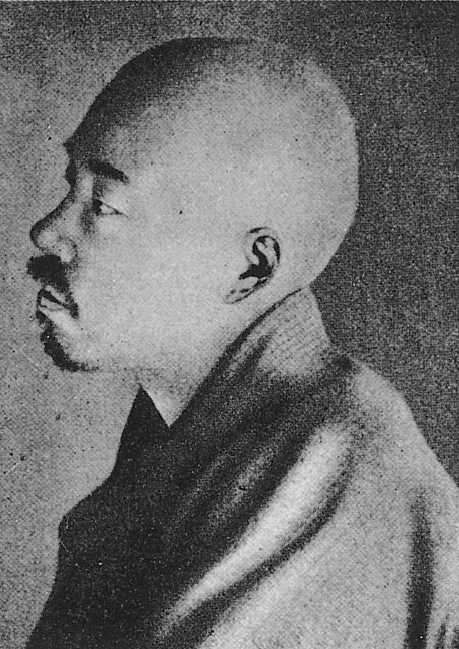
Масаока Сики

В последние годы жизни Масаока Сики увлёкся под влиянием своих друзей-художников Накамуры Фусэцу и Асаи Тю, представлявших второе поколение художников периода Мэйдзи, рисованием акварельных набросков на западный манер. Это побудило его задуматься о том, чтобы перенести принцип живописи сешэн (кит. трад. 寫生, упр. 写生, пиньинь xiěshēng, буквально: «рисовать с натуры») в поэзию. В живописи принцип сешэн противопоставляется принципу сеи (кит. трад. 寫意, упр. 写意, пиньинь xiěyì, буквально: «рисовать воображаемое»). Масаока Сики отметил, что европейцы с давних времён рисовали с натуры и ценили такой метод в искусстве, в то время, как японские мастера относились к нему с пренебрежением, предпочитая творчество воображения.
Масаока Сики призывал не воспринимать принцип сешэн в поэзии буквально, поскольку, по его мнению, простое копирование вещей в стихах не создаёт красоты. Нужно, чтобы поэт воспринял, понял, слился с явлениями или объектами природы, постиг их суть — и уже её отобразил в стихах. Он говорил: если поэт видит красоту в пейзаже или каком-то фрагменте жизни человека, ему следует выразить это словами так, чтобы читатель также смог почувствовать эту красоту, и при этом не нужно ничего приукрашать или преувеличивать. При этом Масаока Сики полагал, что хайку должны показывать также и обыденные стороны жизни, и даже неприглядные.
Привнесённая через сясэй в японскую поэзию европейская концепция реализма ввела хайку и танка в контекст мировой литературы.
Следом за Масаокой Сики метод сясэй стали применять и другие авторы хайку, танка и прозы, его взяло на вооружение такое направление в литературе как сядзицу-ха (школа изображения действительности). Также сясэй были верны и его ученики Ито Сатио, Симаги Акахико, Сайто Мокити, Накамура Кэнкити, Коидзуми Тикаси, Нагацука Такаси.